# Л-17 «Єжовець»
| Л-17 «Єжовець»                                                         | Л-17 «Єжовець» | Л-17 «Єжовець» |
| ---------------------------------------------------------------------- | --- | --- |
| Л-17                                                                   | | |
|                                                                        | | |
| Схематичне зображення підводного човна типу «Ленінець» серії XIII      | | |
| Верф                                                                   | завод № 198, Миколаїв/завод № 202, Владивосток | завод № 198, Миколаїв/завод № 202, Владивосток |
| Під прапором                                                           | СРСР | СРСР |
| Належність                                                             | Військово-морський флот СРСР | Військово-морський флот СРСР |
| Порт приписки                                                          | Владивосток | Владивосток |
| Закладений                                                             | 25 січня 1935 | 25 січня 1935 |
| Спуск на воду                                                          | 5 листопада 1937 | 5 листопада 1937 |
| Введений до складу флоту                                               | 5 червня 1939 | 5 червня 1939 |
| Перейменований                                                         | Б-17, УТС-84 | Б-17, УТС-84 |
| Виведений зі складу флоту                                              | 18 квітня 1959 | 18 квітня 1959 |
| На службі                                                              | 1938—1959 | 1938—1959 |
| Сучасний статус                                                        | 9 квітня 1984 року списаний | 9 квітня 1984 року списаний |
| Бойовий досвід                                                         | Друга світова війна Радянсько-японська війна | Друга світова війна Радянсько-японська війна |
| Проєкт                                                                 | | |
| Тип ПЧ                                                                 | підводний мінний загороджувач | підводний мінний загороджувач |
| Основні характеристики                                                 | | |
| Швидкість (надводна)                                                   | 13,9 вузлів | 13,9 вузлів |
| Швидкість (підводна)                                                   | 9,7 вузлів | 9,7 вузлів |
| Робоча глибина занурення                                               | 80 м | 80 м |
| Гранична глибина занурення                                             | 100 м | 100 м |
| Дальність плавання                                                     | надводна: 2 750 миль (5 090 км) на швидкості 15 вузлів (27,8 км/год) або 10 000 миль на швидкості 10 вузлів (18,6 км/год) підводна: 150 миль (278 км) на швидкості 2,5 вузли | надводна: 2 750 миль (5 090 км) на швидкості 15 вузлів (27,8 км/год) або 10 000 миль на швидкості 10 вузлів (18,6 км/год) підводна: 150 миль (278 км) на швидкості 2,5 вузли |
| Автономність плавання                                                  | 30-45 діб | 30-45 діб |
| Екіпаж                                                                 | 56 осіб | 56 осіб |
| Розміри                                                                | | |
| Довжина найбільша (по КВЛ)                                             | 83,4 м | 83,4 м |
| Ширина корпусу найб.                                                   | 7 м | 7 м |
| Середня осадка (по КВЛ)                                                | 4,1 м | 4,1 м |
| Водотоннажність надводна                                               | 1124 т | 1124 т |
| Силова установка                                                       | | |
| Дизель-електрична: 2 × дизельних двигуни 42БМ6 2 × електродвигуни ПГ-9 | | |
| Гвинти                                                                 | 2 | 2 |
| Потужність                                                             | 2 х 1100 к. с. (дизельні двигуни) 2 х 650 к. с. (електродвигун) | 2 х 1100 к. с. (дизельні двигуни) 2 х 650 к. с. (електродвигун) |
| Озброєння                                                              | | |
| Артилерія                                                              | 1 × 100-мм гармата Б-24 | 1 × 100-мм гармата Б-24 |
| Торпедно- мінне озброєння                                              | 8 × 533-мм носових торпедних апаратів (18 торпед) та 18 мін типу ПЛТ | 8 × 533-мм носових торпедних апаратів (18 торпед) та 18 мін типу ПЛТ |
| ППО                                                                    | 1 × 45-мм напівавтоматична універсальна гармата 21-К | 1 × 45-мм напівавтоматична універсальна гармата 21-К |
| Електроніка                                                            | «Дракон-129», «Меркурий-12» | «Дракон-129», «Меркурий-12» |

Л-17 «Єжовець» (рос. Л-17 «Ежовец») — радянський військовий корабель, дизель-електричний підводний мінний загороджувач серії XIII типу «Ленінець» Військово-морського флоту СРСР за часів Другої світової війни. Закладений 25 січня 1935 року під заводським номером 307 на заводі № 198 у Миколаєві. У вигляді окремих секцій був перевезений до Владивостока, де на заводі № 202 його зібрали. 7 листопада 1936 року спущений на воду. 5 червня 1939 року корабель увійшов до складу ВМФ СРСР.

## Історія служби
9 серпня 1945 року, на момент радянського вторгнення до Японії й Маньчжурії, Л-17 перебував у складі 2-го дивізіону 1-ї бригади ПЧ ТОФ.
У ході бойових дій здійснив один похід, намагався провести торпедну атаку на тральщик, проте при появі ворожого літака відмовився від атаки. У 1949 році перейменований на Б-17. У 1951-53 роках пройшов капітальний ремонт. У 1959 році виведений зі складу флоту, використовувався як навчальний підводний човен, перейменований на УТС-84. Згодом був установлений в бухті Малий Улісс. Використовувався принаймні до 2000-х років.